# Kristin Raabe
Kristin Raabe (* 1970) ist eine deutsche Wissenschaftsjournalistin und Dozentin am Nationalen Institut für Wissenschaftskommunikation (NaWik).

## Leben und Wirken
Raabe studierte Biologie und Philosophie an der Universität Köln, der Universität Düsseldorf und der Universität Bonn. Nach Studienabschluss begann sie 1997 mit ersten journalistischen Arbeiten für die Ärztezeitung. Ab 1998 arbeitete sie für öffentlich-rechtliche Sendeanstalten wie den Westdeutschen Rundfunk und den Deutschlandfunk mit Beiträgen in den Radio-Sendungen Leonardo (seit 2018 Quarks), der Fernsehsendung Quarks & Co, sowie in den Deutschlandfunksendungen Forschung Aktuell und Wissenschaft im Brennpunkt. 2004 erhielt sie ein Stipendium für einen Aufenthalt in Vietnam von der Heinz-Kühn-Stiftung.
Ab 2007 schrieb Raabe für das Magazin Technology Review. Ihre journalistische Arbeit behandelt unter anderem Themen aus den Bereichen Hirnforschung, Kognitionswissenschaften und Infektionsmedizin, dabei behandelt sie auch ethische Fragen, wie zum Beispiel zum Thema „Organspende“.
Seit 2009 ist sie Ausbilderin angehender Journalisten an verschiedenen deutschen Hochschulen, der Deutschen Welle Akademie und dem House of Competence (HoC) des Karlsruher Instituts für Technologie (KIT).
Seit 2015 lehrt sie als Dozentin am Nationalen Institut für Wissenschaftskommunikation.
Von 2017 bis 2019 war sie Vorstandsmitglied der Internationalen Gesellschaft für Philosophische Praxis.

## Auszeichnungen
- 2000: Heureka Journalistenpreis[11]
- 2007: Georg von Holtzbrinck Preis für Wissenschaftsjournalismus in der Kategorie Elektronische Medien unter anderem für „Neue Pillen für neue Menschen“ (Wissenschaft im Brennpunkt)[12]
- 2009: Medienpreis der Deutschen Gesellschaft für Psychiatrie und Psychotherapie für das im Radio-Feature (Deutschlandfunk) „Das durchstoßene Herz – 20 Jahre nach Ramstein – Wie das Gehirn eine Katastrophe verarbeitet“[13]
- 2011: Medienpreis der Deutschen Gesellschaft für Psychiatrie und Psychotherapie für das Radio Feature (Deutschlandfunk) „Die Neuvermessung des Bösen“[14]
- 2012: Medienpreis „Mensch – Medizin – Technik“, der von der Charité Berlin und vom Medizintechnikhersteller Medtronic vergeben wird für die Wissenschaft im Brennpunkt-Sendung „Licht ins Dunkel – Ein Neurochip für Blinde“[15]
- 2013: Medienpreis „Mensch – Medizin – Technik“, der von der Charité Berlin und vom Medizintechnikhersteller Medtronic vergeben wird für das Radio-Feature „Die Gedankenübersetzungsmaschine.“[16][17]
- 2013: Publizistikpreis der Stiftung Gesundheit für die „Quarks & Co“-Sendung „Wenn Gedanken krank machen“ als Teil des Sendungsteams.[18]
- 2015: Deutscher Journalistenpreis Neurologie der Deutschen Gesellschaft für Neurologie[19]

## Buchveröffentlichungen
- Oma Hilde, Sokrates und der Dalai Lama. Was wir von weisen Menschen lernen können. Verlegt, u. a. bei Hoffmann und Campe, Hamburg 2010, ISBN 978-3-455-50161-2., Atlantik Verlag, Hamburg 2018, ISBN 978-3-455-00310-9.